# Jan Klejszmit
Jan Stefan Klejszmit (ur. 3 stycznia 1947 roku w Gdańsku) – generał dywizji Wojska Polskiego, dowódca 41 pułku zmechanizowanego (1980–1984), zastępca komendanta Akademii Obrony Narodowej ds. ogólnych (2001–2004), dowódca Garnizonu Warszawa (2004–2006).

## Życiorys
W latach 1965–1968 był podchorążym Oficerskiej Szkoły Wojsk Zmechanizowanych im. Tadeusza Kościuszki, a od 1967 Wyższej Szkoły Oficerskiej Wojsk Zmechanizowanych we Wrocławiu. Na stopień podporucznika promowany w roku 1968 przez gen. Wojciecha Jaruzelskiego. Zawodową służbę wojskową rozpoczął jako dowódca plutonu piechoty zmotoryzowanej w 41 pułku zmechanizowanym, 12 Dywizji Zmechanizowanej w Szczecinie. Następnie został wyznaczony na stanowisko dowódcy kompanii piechoty tego pułku. W 1974 awansowany na stopień kapitana. W tym samym roku został skierowany do Stargardu Szczecińskiego, gdzie objął stanowisko dowódcy batalionu w 9 pułku zmechanizowanym, którym był do 1975. Po ukończeniu Akademii Sztabu Generalnego w Warszawie objął obowiązki szefa sztabu – zastępcy dowódcy 5 pułku zmechanizowanego, 12 Dywizji Zmechanizowanej w Szczecinie. W 1979 roku otrzymał awans na stopień majora.
W latach 1980–1984 był dowódcą 41 pułku zmechanizowanego, 12 Dywizja Zmechanizowana w Szczecinie. Dowodzona przez niego jednostka dwukrotnie zdobyła tytuł przodującego pułku w Pomorskim Okręgu Wojskowym oraz uznana została za przodujący pułk w Wojsku Polskim. W 1983 roku został awansowany na stopień podpułkownika. Od 1984 do 1986 roku pełnił obowiązki szefa sztabu 12 Dywizji Zmechanizowanej. W 1986 roku objął obowiązki zastępcy komendanta ds. liniowych Wojskowej Akademii Medycznej w Łodzi i pełnił je do 1993. W 1987 roku otrzymał awans na stopień pułkownika. Przez cztery kolejne lata (1993–1997) był zastępcą rektora ds. ogólnych Wojskowej Akademii Technicznej w Warszawie. Absolwent Podyplomowych Studiów Operacyjno Strategicznych (PSOS) w Akademii Obrony Narodowej w Warszawie, po czym powrócił na WAT na stanowisko zastępcy komendanta.
3 maja 1997 roku z rąk Prezydenta Rzeczypospolitej Polskiej Aleksandra Kwaśniewskiego otrzymał akt mianowania na stopień generała brygady i objął stanowisko komendanta – zastępcy dowódcy Garnizonu Warszawa. W roku 1999 dowodzona przez niego jednostka wyróżniona została „Znakiem Honorowym Sił Zbrojnych RP”. Brał czynny udział w zabezpieczeniu trzech pielgrzymek papieża do Polski. W tym okresie członek prezydium Polskiego Związku Podnoszenia Ciężarów, członek Okręgowej Mazowieckiej Rady Łowieckiej, prezes Okręgowego Związku Strzelectwa Sportowego, prezes Wojskowego Koła Łowieckiego. Od 2001 pełnił funkcję zastępcy komendanta Akademii Obrony Narodowej ds. ogólnych. W maju 2004 objął obowiązki zastępcy dowódcy Garnizonu Warszawa, a 15 sierpnia 2005 roku przyjął z rąk prezydenta RP Aleksandra Kwaśniewskiego akt mianowania na stopień generała dywizji. Od września 2004 roku do grudnia 2006 roku pełnił funkcję dowódcy Garnizonu Warszawa. Jako dowódca Garnizonu Warszawa uczestniczył w spotkaniach z Janem Pawłem II i jego następcą Benedyktem XVI. Był świadkiem uroczystego otwarcia cmentarzy wojskowych w Charkowie, Miednoje, Katyniu i we Lwowie. Po przejściu w stan spoczynku, podjął pracę w WAT, gdzie został kanclerzem uczelni.
Żonaty, dwoje dzieci: syn – oficer WP, chirurg; córka – oficer WP, absolwentka wydziału lekarskiego Akademii Medycznej w Łodzi. Zamiłowania - żeglarstwo, tenis i łowiectwo.

## Awanse[1]
- podporucznik – 1968
- porucznik – 1971
- kapitan – 1975
- major – 1979
- podpułkownik – 1983
- pułkownik – 1987
- generał brygady – 1997[11]
- generał dywizji – 15 sierpnia 2005[12]

## Służba wojskowa[1]
- 1968-1970 – dowódca plutonu piechoty zmechanizowanej w 41 pułku zmechanizowanym, 12 Dywizji Zmechanizowanej w Szczecinie
- 1970-1974 – dowódca kompanii piechoty zmechanizowanej w 41 pułku zmechanizowanym, 12 Dywizji Zmechanizowanej w Szczecinie
- 1974-1978 – dowódca batalionu w 9 pułku zmechanizowanym w Stargardzie Szczecińskim
- 1978-1980 – szef sztabu – zastępca dowódcy 5 pułku zmechanizowanego, 12 Dywizji Zmechanizowanej w Szczecinie
- 1980-1984 – dowódca 41 pułku zmechanizowanego, 12 Dywizji Zmechanizowanej w Szczecinie
- 1984-1986 – szef sztabu 12 Dywizji Zmechanizowanej w Szczecinie
- 1986-1993 – zastępca komendanta Wojskowej Akademii Medycznej w Łodzi
- 1993-1997 – zastępca rektora Wojskowej Akademii Technicznej w Warszawie
- 1997-2001 – komendant – zastępca dowódcy Garnizonu Warszawa
- 2001-2004 – zastępca komendanta Akademii Obrony Narodowej w Warszawie
- 2004-2006 – dowódca Garnizonu Warszawa

## Ordery, odznaczenia i wyróżnienia
- Krzyż Oficerski Orderu Odrodzenia Polski (2000)[13][14]
- Krzyż Kawalerski Orderu Odrodzenia Polski[1]
- Złoty Krzyż Zasługi[1]
- Złoty Medal „Siły Zbrojne w Służbie Ojczyzny”[8]
- Srebrny Medal Siły Zbrojne w Służbie Ojczyzny
- Brązowy Medal Siły Zbrojne w Służbie Ojczyzny
- Złoty Medal „Za zasługi dla obronności kraju”[8]
- wpis do Księgi Honorowej Wojska Polskiego – 2006[15]
- Medal „Milito Pro Christo” – 2011[16]
- dwukrotny tytuł „Przodujący Oddział” Pomorskiego Okręgu Wojskowego – (1983-1984)[1]
- tytuł „Przodujący Oddział” w Siłach Zbrojnych RP – 1984[1]
- Odznaka Skoczka Spadochronowego Wojsk Powietrznodesantowych – 1967
- Znak Honorowy Sił Zbrojnych Rzeczypospolitej Polskiej – 1999[1]
- Odznaka pamiątkowa 41 pułku zmechanizowanego – 1980 ex officio
- Odznaka pamiątkowa Garnizonu Warszawa – 2004 ex officio
- Honorowa Odznaka Organizacyjna „Za Zasługi dla Federacji Stowarzyszeń Rezerwistów i Weteranów Sił Zbrojnych RP” – 2013[17]